# Cantó de Peiriac de Menerbés

Cantó de Peiriac de Menerbés

El cantó de Peiriac de Menerbés és un cantó francès el departament de l'Aude, a la regió d'Occitània. S'inclou al districte de Carcassona, té 16 municipis i el cap cantonal és Peiriac de Menerbés.

## Municipis
- Aigas Vivas
- Asilha
- Cabrespina
- Castanhs
- Caunas de Menerbés
- Sitor
- La Redòrta
- Lauran
- Lespinassièra
- Pepius
- Peiriac de Menerbés
- Puèg-eric
- Rius de Menerbés
- Sant Frichós
- Traussan
- Vilanava de Menerbés